# Ipochem
Przedsiębiorstwo Innowacyjno-Wdrożeniowe Ipochem Sp. z o.o. – przedsiębiorstwo produkcji chemicznej założone w roku 1988 przez Instytut Przemysłu Organicznego.
Przedsiębiorstwo produkuje czynne substancje farmaceutyczne oraz półprodukty dla przemysłu farmaceutycznego, ponadto zajmuje się syntezą organiczną i opracowywaniem technologii chemicznych oraz świadczy usługi mikronizacji i rozdrabniania.
Do najważniejszych produktów należą: chlorowodorek ksylometazoliny, fumaran klemastyny, molsydomina i acenokumarol.
Przedsiębiorstwo wymienione jest w rejestrze wytwórców farmaceutycznych prowadzonym przez Główny Inspektorat Farmaceutyczny.